# 阮𤨠

阮𤨠（越南语：／；1746年—1811年），越南後黎朝、阮朝官員。

## 生平
阮𤨠是乂安鎮德光府清漳縣忠勤社（今屬乂安省清漳縣南忠社）人，景興七年（1746年）出生，進士阮仲常之孫、阮仲鐺之侄。景興四十年（1779年），考中進士。黎末歷任翰林院校討、侍制、諒山鎮督鎮、山南處憲察使，曾擔任如清副使，出使清朝，祖孫、叔侄三代出任如清使，當世傳為佳話。
西山朝時，隱居不仕。阮朝嘉隆初，召授金華殿學士，出任山南上鎮督學。嘉隆十年（1811年）改任修史纂修。不久因病辭官。同年（1811年）去世，壽六十六歲。